# Nitro Records
Nitro Records was een onafhankelijk platenlabel opgericht in 1995 door Dexter Holland en Greg K.,  de twee oprichters van punkband The Offspring. Het label richt zich vooral op punkmuziek. Van 1995 tot 2013 nam Holland de verantwoordelijkheid van de label op zich. In juli 2013 nam Bicycle Music Nitro Records over.  

## Bands
- 30 Foot Fall
- AFI
- The Aquabats
- A Wilhelm Scream
- Bodyjar
- Bullet Train to Vegas
- Crime in Stereo
- The Damned
- Divit
- Don't Look Down
- Enemy You

- Ensign
- Exene Cervenka
- Guttermouth
- Hit the Switch
- Jughead's Revenge
- The Letters Organize
- Lost City Angels
- Much The Same
- No Trigger
- The Offspring

- One Hit Wonder
- Rufio
- Sloppy Seconds
- Son of Sam
- TheStart
- Stavesacre
- T.S.O.L.
- The Turbo A.C.'s
- Up Syndrome
- The Vandals